# Rajd Pneumant 1968
Rajd Pneumant 1968 (8. Rallye DDR – Pneumant Rallye) – 8. edycja rajdu samochodowego Rajd Pneumant rozgrywanego w NRD. Rozgrywany był od 4 do 7 kwietnia 1968 roku. Była to druga runda Rajdowych Mistrzostw Europy w roku 1968 oraz pierwsza runda Rajdowego Pucharu Pokoju i Przyjaźni w roku 1968.

## Klasyfikacja rajdu
| Miejsce                      | Kierowca                     | Pilot                        | Samochód                     | Punkty                       | Czas                         | Strata                       |
| Klasyfikacja generalna i ERC | Klasyfikacja generalna i ERC | Klasyfikacja generalna i ERC | Klasyfikacja generalna i ERC | Klasyfikacja generalna i ERC | Klasyfikacja generalna i ERC | Klasyfikacja generalna i ERC |
| ---------------------------- | ---------------------------- | ---------------------------- | ---------------------------- | ---------------------------- | ---------------------------- | ---------------------------- |
| 1.                           | Pauli Toivonen               | Martti Tiukkanen             | Porsche 911 T                | 10,8                         |                              | 0.0                          |
| 2.                           | Sobiesław Zasada             | Zenon Leszczuk               | Porsche 911 L                | 32,2                         |                              |                              |
| 3.                           | Antoni Weiner                | Jan Karel                    | BMW 1600 TI                  | 114,3                        |                              |                              |
| 4.                           | Kenneth Gram Nielsen         | Morgens Boesgaard Sorensen   | BMC Cooper S                 | 122,7                        |                              |                              |
| 5.                           | Zdeněk Treybal               | Petr Štefek                  | Saab 96 V4                   |                              |                              |                              |
| 6.                           | Carl Marius Syberg           | Jorg Iversen                 | Opel Commodore GS            |                              |                              |                              |
| 7.                           | Oldřich Horsák               | Jiří Motal                   | Škoda 1100 MB                |                              |                              |                              |
| 8.                           | Walter Roser                 | R. Kec                       | Renault 8 Gordini            |                              |                              |                              |
| 9.                           | Václav Bobek                 | H. Bobek                     | Škoda 1100 MB                |                              |                              |                              |
| 10.                          | Victor Dietmayer             | Lambert Hahn                 | Volvo 142                    |                              |                              |                              |
| Klasyfikacja CoPaF           |                              |                              |                              |                              |                              |                              |
| 1.                           | Sobiesław Zasada             | Zenon Leszczuk               | Porsche 911 L                |                              |                              |                              |
| 2.                           | Antoni Weiner                | Jan Karel                    | BMW 1600 Ti                  |                              |                              |                              |
| 3.                           | Zdenĕk Treybal               | Peter Štefek                 | Saab 96 V4                   |                              |                              |                              |
| 4.                           | Oldřich Horsák               | Jiři Motal                   | Škoda 1100 MB                |                              |                              |                              |
| 5.                           | Václav Bobek                 | H. Bobek                     | Škoda 1100 MB                |                              |                              |                              |

## Klasyfikacja kierowców po 2 rundach ERC[1]
| Lp | Kierowca         | Pkt. |
| -- | ---------------- | ---- |
| 1  | Pauli Toivonen   | 17   |
| 2  | Vic Elford       | 13   |
| 3  | Sobiesław Zasada | 10   |
| 4  | Antoni Weiner    | 8    |
| 4  | Rauno Aaltonen   | 8    |